# Frances Baard
Frances Baard (officieel Frances Baard Distriksmunisipaliteit) is een district in Zuid-Afrika.
Frances Baard ligt in de provincie Noord-Kaap en telt 382.086 inwoners.

## Gemeenten in het district[4]
- Dikgatlong
- Magareng
- Phokwane
- Sol Plaatje